# Centralafrikansk hare
Centralafrikansk hare (Poelagus marjorita) är en art i familjen harar och ensam art i släktet Poelagus.
Arten förekommer i Afrika i två från varandra skilda populationer. Den ena finns i Uganda, södra Sudan och norra Kongo-Kinshasa samt angränsande regioner, och den andra, mindre populationen lever i västra Angola. Den senare populationen kan vara utdöd.
Den har ganska korta öron jämfört med andra harar. Den kännetecknas dessutom av korta bakre extremiteter och skarpa klor. Den grova pälsen är på ovansidan gråbrun med gul skugga, på sidorna gulaktig och på buken vit. Arten når en kroppslängd (huvud och bål) mellan 44 och 50 centimeter och en vikt mellan två och tre kilogram. Svansen är som hos alla harar kort. Den blir bara 4,5 till 5 cm lång. Hannar och honor har vid könsorganen en körtel som ligger i ett säckformigt organ. Hos hannar är testiklarna därför gömda. Att utföra könsbestämning endast genom iakttagelser är problematisk för denna art.
Habitatet utgörs av kuperad gräsmark och klippiga regioner. Djuret är aktiv på natten och vilar i självgrävda bon eller i bergssprickor. Den äter gräs, blommor och blad samt ibland sädesväxter.
För centralafrikansk hare är inga fasta parningstider kända. Efter dräktigheten, som varar i ungefär fem veckor, föder honan en till två ungar. Dessa är i början blinda och nakna. Efter cirka 3 till 6 veckor slutar honan att ge di. Centralafrikansk hare blir efter ungefär tre månader könsmogen. Livslängden i naturen uppskattas med fyra år men flertalet dör tidigare på grund av predation ifrån rovfåglar, genetter, babianer och tamkatter. I fångenskap kan arten leva 12 år.
Liksom flera andra harar lyfter djuret svansens vita undersida vid fara.